# TVR Bryza
TVR Bryza – lokalna telewizja z siedzibą w Szczecinie, działająca na Pomorzu Zachodnim, należąca do sieci TV Odra, działająca w latach 1995–2000. Szczecińskie studio TVR Bryza znajdowało się na Niebuszewie-Bolinku przy ul. Bronisławy 14a, natomiast studio emisyjne – w obiekcie Pazim, a zestaw nadawczy – na tym budynku.

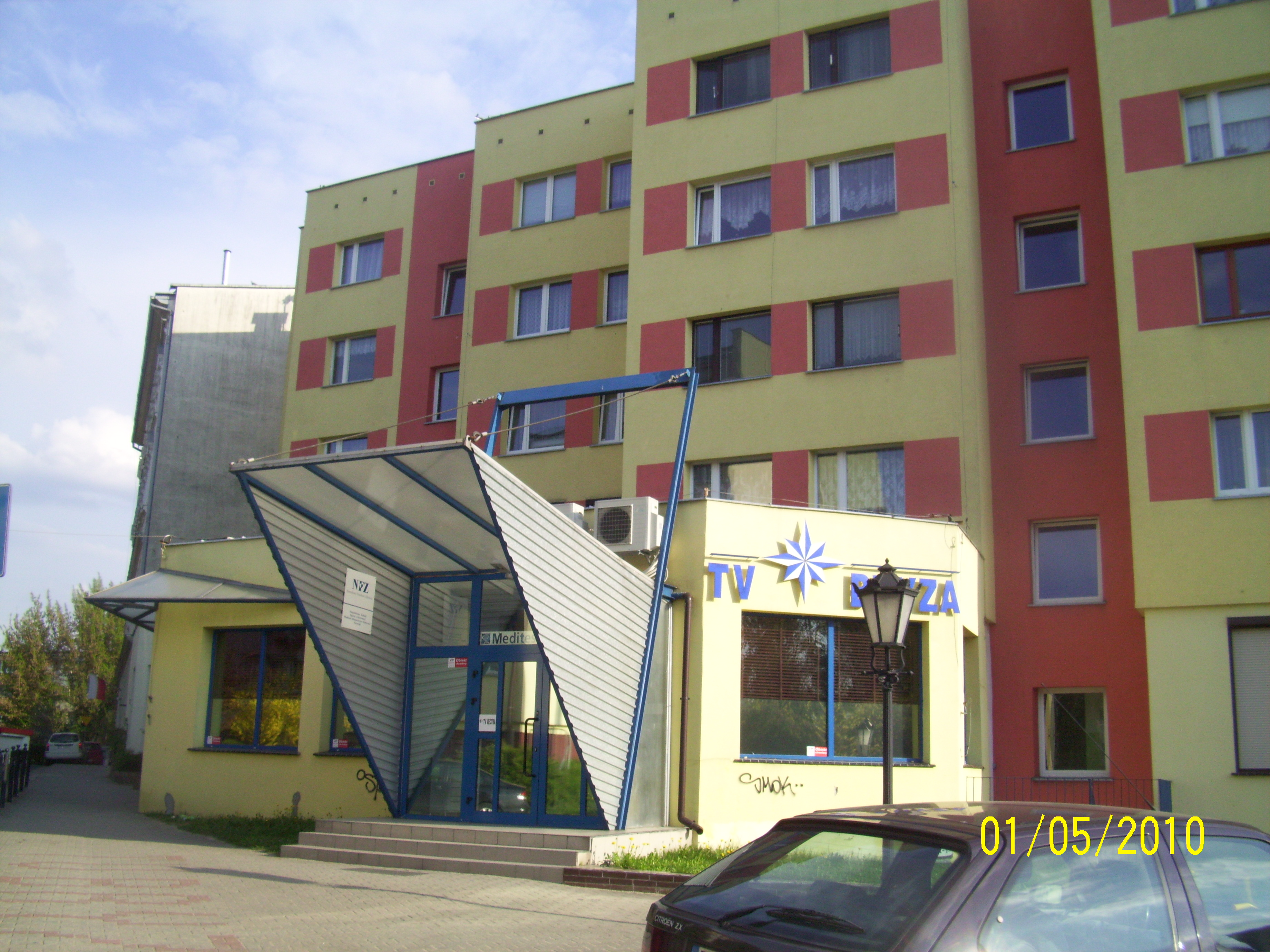
Dawna siedziba TV Bryza w Szczecinie (2010)

## Historia
Koncesję TVR Bryza przyznano 2 grudnia 1994, następnie przez pół roku trwały prace przygotowawcze do uruchomienia działalności. Uruchomiona została 1 czerwca 1995 na obszarze dawnych województwszczecińskiego i koszalińskiego. Nadawała w systemie PAL, w IV paśmie, w Koszalinie na kanale 52, a w Szczecinie na kanale 25.
Stacja początkowo swoje programy nadawała na przemian ze wspólnymi pasmami przeznaczonymi dla stacji należących do sieci. Od 1998 r. retransmitowała program Naszej TV (od 1 kwietnia 2000 – TV 4), uzupełniając go własnymi pasmami lokalnymi. Program dla TVR Bryza Polsat 2 nadawał w negatywie w nocy.
W 1999 r. emitowany był serwis informacyjny Wiadomości Koszalińskie o godz. 17:15 i około godz. 23:40 (od 2000 r. o godz. 23:00). Powtórzenie o godz. 7:15 następnego dnia (od wtorku do soboty).

## Nadajniki[2]
Nadajniki analogowe zostały wyłączone 1 lutego 2007.
| Nadajniki analogowe                           | Kanał | Częstotliwość | Moc ERP nadajnika | Polaryzacja | Kierunkowość |
| --------------------------------------------- | ----- | ------------- | ----------------- | ----------- | ------------ |
| Koszalin - ul. Zwycięstwa 137-139             | 52    | 719,25 MHz    | 1 kW              | pozioma     | dookólna     |
| Szczecin - Budynek Pazim Center (pl. Rodła 8) | 25    | 503,25 MHz    | 1 kW              | pozioma     | dookólna     |

## Ludzie
Prezenterzy:
- Adam Biernat
- Dorota Dowiatt
- Sylwia Mirucka

Dyrektor techniczny Ośrodka TVR Bryza w Koszalinie:
- Rafał Lange

Dyrektor techniczny Ośrodka TVR Bryza w Szczecinie:
- Marek S. Pawlikowski